# Yasir Subaşı
Karahan Yasir Subaşı (Adapazarı, 1º gennaio 1996) è un calciatore turco, difensore del Konyaspor.

## Caratteristiche tecniche
È un terzino sinistro.

## Carriera
Cresciuto nel settore giovanile del Fenerbahçe, ha debuttato in prima squadra il 16 dicembre 2015 in occasione dell'incontro di Türkiye Kupası vinto 2-1 contro il Tuzlaspor, dove ha sbloccato il match dopo 40 minuti di gioco. Dal 2016 al 2018 ha giocato in prestito in terza divisione con Anadolu Üsküdar e Sakaryaspor, giocando complessivamente 70 incontri e segnando due reti, mentre nel 2018 è stato prestato all'Ümraniyespor in TFF 1. Lig.
Il 3 agosto 2019 è stato acquistato a titolo definitivo dal Kayserispor, con cui ha debuttato in Süper Lig in occasione dell'incontro pareggiato 1-1 contro l'Ankaragücü.

## Statistiche

### Presenze e reti nei club
Statistiche aggiornate al 6 febbraio 2023.
| Stagione           | Squadra            | Campionato         | Campionato | Campionato | Coppe nazionali | Coppe nazionali | Coppe nazionali | Coppe continentali | Coppe continentali | Coppe continentali | Altre coppe | Altre coppe | Altre coppe | Totale | Totale | Totale |
| Stagione           | Squadra            | Comp               | Pres       | Reti       | Comp            | Pres            | Reti            | Comp               | Pres               | Reti               | Comp        | Pres        | Reti        | Pres   | Reti   |        |
| ------------------ | ------------------ | ------------------ | ---------- | ---------- | --------------- | --------------- | --------------- | ------------------ | ------------------ | ------------------ | ----------- | ----------- | ----------- | ------ | ------ | ------ |
| 2015-2016          | Fenerbahçe         | SL                 | 0          | 0          | CT              | 2               | 1               |                    | -                  | -                  |             | -           | -           | 2      | 1      |        |
| 2016-2017          | Anadolu Üsküdar    | 2L                 | 32         | 1          | CT              | 0               | 0               |                    | -                  | -                  |             | -           | -           | 32     | 1      |        |
| 2017-2018          | Sakaryaspor        | 2L                 | 38         | 1          | CT              | 0               | 0               |                    | -                  | -                  |             | -           | -           | 38     | 1      |        |
| 2018-2019          | Ümraniyespor       | 1L                 | 14         | 0          | CT              | 10              | 1               |                    | -                  | -                  |             | -           | -           | 24     | 1      |        |
| 2019-2020          | Kayserispor        | SL                 | 21         | 0          | CT              | 2               | 0               |                    | -                  | -                  |             | -           | -           | 23     | 0      |        |
| 2020-2021          | Kayserispor        | SL                 | 13         | 0          | CT              | 0               | 0               |                    | -                  | -                  |             | -           | -           | 13     | 0      |        |
| 2021-2022          | Kayserispor        | SL                 | 15         | 0          | CT              | 3               | 0               |                    | -                  | -                  |             | -           | -           | 18     | 0      |        |
| Totale Kayserispor | Totale Kayserispor | Totale Kayserispor | 49         | 0          |                 | 5               | 0               |                    | -                  | -                  |             | -           | -           | 54     | 0      |        |
| 2022-2023          | Konyaspor          | SL                 | 0          | 0          | TK              | 1               | 1               | UECL               | 1                  | 0                  | -           | -           | -           | 2      | 1      |        |
| Totale carriera    | Totale carriera    | Totale carriera    | 133        | 2          |                 | 18              | 3               |                    | 1                  | 0                  |             | -           | -           | 152    | 5      |        |